# Sarah Ourahmoune
Sarah Ourahmoune (21 de janeiro de 1982) é uma pugilista francesa, medalhista olímpica. 

## Carreira
Sarah Ourahmoune competiu na Rio 2016, na qual conquistou a medalha de prata no peso mosca.